# Prachtknoopvlekje
Het prachtknoopvlekje (Eucosma pupillana) is een vlinder uit de familie bladrollers (Tortricidae). De wetenschappelijke naam is voor het eerst geldig gepubliceerd in 1759 door Clerck.
De soort komt voor in Europa.